# The Wire (magazine)
Pour les articles homonymes, voir Wire.
The Wire ou plus simplement Wire, sous-titré The Wire Adventures In Modern Music, est un magazine britannique consacré à la musique d'avant-garde, fondé en 1982 par le promoteur de jazz Anthony Wood et le journaliste Chrissie Murray. C'est dans ce magazine que le groupe de designers Non-format fait ses premiers pas dans le design de magazine.
À sa fondation il était orienté vers le jazz contemporain et la musique improvisée. Vers 1990 il a commencé à s'intéresser de plus en plus au rock alternatif et au post-rock (un concept forgé par Simon Reynolds dans les pages mêmes de The Wire), au hip-hop, à la musique contemporaine, à l'improvisation libre et à diverses formes de musique électronique. Aujourd'hui encore le magazine continue à couvrir ces styles ainsi que d'autres formes de musique expérimentale.
Mis à part les nombreuses critiques d'albums, le magazine contient divers dispositifs tels que 'Invisible Jukebox', une interview réalisée selon le principe du blind test. Il fait aussi chaque mois un gros plan sur l'avant-scène musicale d'une ville. Le magazine aime également à enquêter sur les jaquettes et la place de la musique dans les autres médias.
Une série de compilations CD appelée The Wire Tapper est distribuée avec le magazine depuis 1997.
Le magazine a appartenu de nombreuses années à Naim Attallah. En 2001 il a été racheté par les six employés à temps plein et est maintenant publié indépendamment.
Il est vendu 3.90 livres sterling au Royaume-Uni.